# Ibrahima Ba Eusebio
Ibrahima Ba Eusebio est ancien footballeur professionnel sénégalais.

## Biographie
Né le 16 mai 1951 à Dakar, il joue défenseur, milieu ou ailier gauche.    
Ibrahima Ba Eusebio a commencé sa carrière avec ASC Jeanne d'Arc de Dakar de 1970 à 1973 avant de rejoindre ASC Jaraaf de Dakar où il évolue de 1973 à 1977. Avec ASC Jaraaf de Dakar, il joue avec avec des grands noms du football sénégalais comme le gardien Demba Mbaye, les défenseurs Édouard Gnacadja, Issa Mbaye, les milieux de terrain Louis Camara, Matar Niang ainsi que les attaquants Bamba Diarra, Mbaye Fall et Petit Dia, et constituaient l'ossature de l'équipe nationale du Sénégal, avec la Jeanne d'Arc de Dakar. Ibrahima Bâ tentera l'aventure européenne  en 1977 notamment au Havre AC, avec lequel il monte en 2e division en 1979. Il quitte le Havre AC en 1982 pour rejoindre SC Abbeville où il joue jusqu'à 1984 avant de mettre un terme à sa carrière.   
Il est également capitaine de l'équipe du Sénégal.
Il organise son jubilé en décembre 1989 à Dakar, avec des grandes stars du football de l'époque et devant 80 000 spectateurs.
Il est le père de l'ex-international français Ibrahim Ba.

## Jubilé Ibrahima Eusebio
- Dominique Rocheteau
- Marcel Desailly
- Basile Boli
- Roger Milla
- Nordine Kourichi
- Pape Fall
- Thierry Oleksiak
- Christian Payan
- Gérald Passi
- Franck Passi
- Ibrahima Ba Eusebio
- Lamine N'Diaye
- Roger Boli
- Sarr Boubacar
- Luc Sonor
- Ibrahim Ba est rentré en cours dans le match à seulement 16 ans.